# 阪本一郎
阪本 一郎（さかもと いちろう、1904年7月1日 - 1987年8月2日）は、日本の教育心理学者。東京第一師範学校・東京学芸大学・日本女子大学・立正女子大学短大・文教大学女子短大部の教授を歴任。勲三等瑞宝章受章者。

## 略歴
東京文理科大学教育学部心理学科卒。同研究科博士課程修了。1961年「語彙の教育心理学的研究」で東京教育大学より文学博士の学位を取得。東京府青山師範学校教諭、同付属小学校主事、東京第一師範学校教授、同教育研究所主事、東京学芸大学教授、同付属図書館長、1970年定年、日本女子大学教授、立正女子大学短大教授、文教大学女子短大部教授。
日本読書学会会長、名誉会長、76年国際読書功労賞。児童心理学、教育心理学、児童文化専攻。読書指導を行う。
漫画『のらくろ』や『サザエさん』を評価し、『ハレンチ学園』などを有害マンガとした。
1976年 国際読書学功労賞(国際読書学会)を受賞。1982年 勲三等瑞宝章を受章。

## 著書
- 『文部省小学新英語読本教授書 巻1』明治図書　1940
- 『国民学校と家庭教育』日本両親再教育協会　1941
- 『少国民の人形劇 製作から演出まで』清水書房　1942　少国民文化新書
- 『少国民錬成の心理』新光閣　1943
- 『日本語基本語彙 幼年之部』明治図書　1943
- 『うぐいすとエーゴ』雁書房　1947
- 『おうじ様の木ぐつ』雁書房　1948
- 『児童の生活と教育』牧書店　1950
- 『読書指導 原理と方法』牧書店　1950
- 『児童心理』岩崎書店　1951　教職叢書
- 『ことばの心理』金子書房　1952　教育文庫
- 『人格の心理』牧書店　1952
- 『読書の心理』牧書店　1954
- 『読書指導の手引』牧書店　1955
- 『読みと作文の心理』牧書店　牧教育新書　1955
- 『幼児の愛育心理』牧書店　1956　牧幼児教育新書
- 『図説児童心理』岩崎書店　1957
- 『教育基本語彙』牧書店　1958年
- 『新読書論』講談社　1959年　ミリオン・ブックス
- 『読書の秘決 日ごとに見ちがえる読書力がつく』学芸図書　1959　学芸新書
- 『読書の心理と指導』牧書店　1960年
- 『湖南千里』牧書店　1964年（従軍記）
- 『人格形成と児童詩の心理』少年写真新聞社　1964年
- 『図説教育心理』岩崎書店　1964年
- 『図説青年心理』岩崎書店、1966年、岩崎学術出版社、1975年3月
- 『現代読書指導事典』 第一法規出版、1967年
- 『速読のすすめ 速く確かに読みとる秘訣』学芸図書　1969
- 『絵本の研究 6才児の親近語彙集付』日本文化科学社、1977年2月
- 『私の読書学遍歴』学芸図書、1977年5月
- 『児童文化』学芸図書、1978年10月
- 『新読書指導事典』第一法規出版、1981年7月
- 『新教育基本語彙』学芸図書　1984

## 共編著
- 『国民学校法規解説』編　明治図書　1941
- 『新制学籍簿通信簿考査解説』栗山静一共著　明治図書　1941
- 『読書相談 読書指導の進展のために』滑川道夫共著　牧書店　1952
- 『性教育図説』間宮武,佐藤正共著　岩崎書店　1954　図説全集
- 『教育心理実験講座』全7　中野佐三,鈴木清共編　岩崎書店　1956
- 『読書指導ハンドブック 付・図書館教育細案』編　牧書店　1956
- 『国語科の治療的指導 小学校低学年/高学年』安藤新太郎,村石昭三共編　学芸図書　1957-58　教科の治療指導講座
- 『純潔教育図説』間宮武,佐藤正共著　岩崎書店　1957　図説全集
- 『講座教育診断法』全7巻 佐藤正,品川不二郎共編　牧書店　1957-58
- 『講座学習指導 一～六年生の学習指導』五十嵐清止共編　学芸図書出版　1959-60
- 『読書とマス・コミュニケーション』石山脩平,波多野完治共編　牧書店　1959
- 『教育診断法選書』全7巻 佐藤正,品川不二郎共編　牧書店　1961
- 『内面化の道徳 新しい道徳指導の実践』佐藤正,中村昇共編著　学芸図書　1961　教科の実践研究講座
- 『読書指導事典 指導編』滑川道夫,深川恒喜共編　平凡社　1961年
- 『読書指導事典 作品編』滑川道夫,深川恒喜共編　平凡社　1962年
- 『ビジネス・リーディング入門 専門書の速読からメモの活用まで』編　ダイヤモンド社　1964
- 『読み物による性格形成 適書目録（上巻・下巻）』編　牧書店　1964年
- 『読書療法』室伏武共編著　明治図書出版　1966年
- 『現代の読書心理学』編著　金子書房、1971年
- 『性教育百科』佐藤正,間宮武共著　岩崎書店　1971

## 翻訳
- ガイ・L.ボンド, バーサ・ハンドラン『個人差に応じた読書の指導』牧書店　1956
- L.F.ファーゴ『学校の図書館』藤川正信,若林元典共訳　牧書店　1957
- フランシス・O.トリッグス『読書力の治療 治療的読書練習の手引』牧書店　1957

## 論文
- 「教科成績の吟味と学習成績診断の試案」 『教育心理学研究』 第8巻 8号 1933
- 「綴方の評点に関する統計的研究」 『教育心理学研究』 第8巻 12号 1933
- 「綴方の心理学的研究」 『師範大学講座国語教育・第8巻』 建文社 1934
- 「学習の分節的成績について」 『教育心理学研究』 第10巻 11号 1935
- 「読みの作用の構造原理」 『教育国語教育特輯・読む綴る心理と国語教育』 厚生閣 1935
- 「児童の詩をよむちから」 『教育心理学研究』 第11巻 8号 1936
- 「標準語彙量 上下」 『教育心理学研究』 第13巻 11号・12号 1938
- 「国民学校に於ける各科の教授と学習 II 」 『現代心理学 10. 教育心理学 I 』 河出書房 1943
- 「興味とその発達」 『児童心理叢書 III. 児童の行動と発達 下』 金子書房 1948
- 「児童の社会的適応性」 『児童心理』 第3巻 4号 1949
- 「交友関係の成立過程」 『児童心理』 第3巻 5号 1949
- 「興味と娯楽の心理」 『児童心理』 第3巻 7号 1949
- 「読書指導の基本的な問題」 『社会と学校』 第3巻 7号 1949
- 「新入児の社会適応性の調査の試み」 『児童心理』 第4巻 4号 1950
- 「読書の指導」 『教育大学講座 34. 学校図書館』 金子書房 1951
- 「教師のパースナリティとその適応」 『田中寛一博士古希記念論文集 教育心理学の諸問題』 日本文化科学社 1952
- 「国語教育の心理」「読書指導」 『教育研究事典』 金子書房 1954
- 「社会意識の発達-小学校低学年の場合」 『教育』 1956年8月号
- 「読書指導の心理と技術」 『現代教育心理学大系 11. 学校における生活指導』 中山書店 1958
- 「読書感想文にみられる子どもの感動点の発達」 『読書指導』 第10号 1967
- 「幼児のお話の能力の発達 (1)(2)」 『読書科学』 第11号 - 12号 1968

## 読書指導
- 『日本名作ものがたり集』（土屋由岐雄/永井潔 著、幼年世界文学全集 ; 23、偕成社、1965年）[3]

## 参考
- 『私の読書学遍歴』著者紹介
- 阪本一郎先生の栄誉 (〔阪本一郎(日本読書学会)名誉会長国際読書功労賞受賞をたたえる〕)
- 望月久貴 読書科学 1976-12
- 読売新聞訃報1987年8月2日
- 『日本心理学者事典』クレス出版、2003年。ISBN 4-87733-171-9。